# هوم‌ورت (اوهایو)
هوم‌ورت (به انگلیسی: Homeworth) یک منطقهٔ مسکونی در ایالات متحده آمریکا است که در اوهایو واقع شده‌است. هوم‌ورت ۳٫۲۵ کیلومتر مربع مساحت و ۴۸۱ نفر جمعیت دارد و ۳۴۷٫۴۸ متر بالاتر از سطح دریا واقع شده‌است.